# Novaglia
Novaglia (in croato Novalja, già Novaglia Nuova) è una città della regione della Lika e di Segna in Croazia, situata nella porzione settentrionale dell'isola di Pago.

## Storia
Sia il nome italiano che quello croato derivano direttamente dall'antico toponimo latino Navalia, ossia "cantiere, squero navale".
Durante il periodo asburgico fu frazione del comune di Pago.

## Economia

### Turismo
La città di Novaglia è nota al pubblico per essere una meta per il turismo giovanile, sulla spiaggia di Zrće a pochi passi dalla città sorgono molte famose discoteche frequentate anche da DJ famosi.
Il tipico aperitivo Novaglino consiste di San Daniele, pecorino di Pago e Pinot grigio.

## Suddivisioni
Il comune di Novaglia è diviso in 10 insediamenti (naselja). Tra parentesi il nome in lingua italiana, generalmente desueto.
- Caska (Zasca[3] o Cissa)
- Gajac (Gaja[1] o Porto Castello)
- Kustići (Villa di Barbato)
- Lun (Punta Loni[2])
- Metajna (Barbato Inferiore[2])
- Novalja - Novaglia, sede comunale
- Potočnica (Potosnizza)
- Stara Novalja (Novaglia Vecchia[1][2])
- Vidalići (Vidalici)
- Zubovići (Barbato Superiore[2][4])